# Karen McCluskey
Karen McCluskey (nata Simmons) è un personaggio della serie televisiva Desperate Housewives. Il ruolo è stato interpretato da Kathryn Joosten, che ha vinto due volte l'Emmy Award, nel 2005 e nel 2008, come migliore attrice non protagonista.

## Il personaggio
Nata nel 1943. Karen McCluskey viene introdotta nel telefilm come nemesi di Lynette Scavo. Inizialmente un personaggio secondario, Karen diventa, soprattutto nella quarta e nella quinta stagione della serie, un personaggio fondamentale nella trama principale del racconto. Karen vive al 4358 di Wisteria Lane. Ha un rapporto particolare con Edie Britt, che lei stessa definisce "la sua migliore amica", nonostante ognuna delle due ami fare battute velenose sull'altra.

## Ruolo all'interno della serie

### Prima stagione
Karen compare a metà della prima stagione e viene presentata come una donna acida e scontrosa, specialmente nei confronti di Lynette e dei suoi figli. Tuttavia, nel corso degli episodi si scopre che in realtà è molto sola e che soffre ancora per la morte del figlio (scomparso all'età di 12 anni per una malattia). 
Durante un malore viene soccorsa da Lynette, che le dice che non devono piacersi per forza, ma, abitando nello stesso quartiere, possono trovare il modo di andare d’accordo.

### Seconda stagione
Pur non avendo ancora un ruolo chiave all'interno della serie, Karen compare in molti episodi, principalmente nel ruolo di babysitter dei figli degli Scavo.
Avrà un battibecco con Lynette prima di farsi assumere poiché ritiene la donna " un po' all'antica" ma quando Bree, assunta da Lynette , si ubriacherà , Lynette deciderà allora di assumere Karen.

### Terza stagione
Nei primi episodi della terza stagione Karen continua il suo ruolo di babysitter e nel frattempo aiuta Lynette a proteggere i suoi figli da Art Sheperd, il nuovo vicino pedofilo che si è trasferito nella vecchia casa di Mary Alice Young.
L’uomo alla fine abbandonerà il quartiere.
Durante un black out,la donna cade per le scale che conducono al suo scantinato e verrà condotta all’ospedale.
Parker Scavo, durante il ricovero della McCluskey, si intrufola in casa sua per rubare dei gelati e scopre il cadavere di un uomo nel freezer dello scantinato: si scoprirà essere Gilbert, il marito della donna, da lei nascosto nel congelatore dopo la sua morte in quanto aveva dimenticato di cambiare i documenti che dichiarano la sua ex moglie beneficiaria della sua pensione. 
Dopo essere stata scoperta, Karen viene emarginata dal resto del vicinato, ma quando il mistero viene chiarito può nuovamente integrarsi nel gruppo. 
Sarà presente al matrimonio di Victor Lang e Gabrielle Solis.

### Quarta stagione
Karen è una delle prime a sospettare dei Mayfair quando si accorge che Dylan (di cui era stata la babysitter 16 anni prima) non ricorda nulla del suo passato a Wisteria Lane. Durante il tornado che sconvolge il quartiere nel nono episodio Lynette e la sua famiglia si autoinvitano a rifugiarsi nel suo scantinato.
È presente anche Ida Greenberg, che Karen aveva invitato.
Karen e Lynette escono in strada a cercare Toby, il gatto di Ida quando si accorgono che il tornado è arrivato: si rifugiano nel bagno di Lynette. 
A casa di Karen sono presenti Tom, i bambini e Ida: realizzando che la casa sta per crollare, Ida si assicura che bambini e Tom siano al sicuro. 
La donna muore schiacciata dalle macerie mentre gli altri si salvano. 
Nell'episodio successivo, Karen e Lynette entrano abusivamente in un campo da baseball per spargere le ceneri di Ida.
Dopo questa esperienza, Karen farà capire a Lynette che deve apprezzare le persone quando ancora ci sono, dato che con Ida non ha mai avuto un rapporto di amicizia e allora i suoi rapporti con la McCluskey diventano seriamente amichevoli. 
Mentre la sua casa viene ricostruita, Karen risiede a casa di Ida e si prende cura di Toby.

### Quinta stagione
Sono passati cinque anni dagli eventi del finale della quarta stagione.
Karen compie settant’anni e le viene organizzata una festa a sorpresa, rovinata dal nuovo marito di Edie, Dave Williams: la McCluskey, sospettosa fin da subito dell’uomo ha infatti cercato di indagare sul suo misterioso passato e Dave, vedendo nella signora una minaccia ai suoi piani, fa in modo che alla festa, davanti a tutto il vicinato, Karen lo aggredisca senza apparente motivo e riesce quindi a farla ricoverare in ospedale, facendo così credere a tutti che sia affetta da demenza senile. 
Karen stringe un'alleanza con la sorella Roberta per scoprire qualcosa sul passato di Dave, cosa che farà rischiare loro l'arresto. Nel corso della stagione viene anche evidenziata la sua particolare amicizia con Edie e in un episodio viene festeggiato il suo settantesimo compleanno.

Nei due episodi speciali della stagione (relativi alla morte di Eli Scruggs e Edie Britt), il personaggio di Karen è stato integrato maggiormente (con dei flashback tutti suoi, alla pari delle protagoniste) nel gruppo delle casalinghe.
Sarà Karen a proporre alle altre quattro casalinghe di spargere in vari punti di Wisteria Lane le ceneri di Edie.
Alla fine della stagione, assieme alla sorella Roberta, farà capire alla polizia i piani di vendetta di Dave contro Susan e Mike Delfino.

### Sesta stagione
Nel corso della sesta stagione Karen conosce e si innamora di Roy Bender, un anziano dongiovanni. In seguito scopre di avere un cancro ai polmoni e si sottopone alle cure. Nel corso degli episodi riesce a guarire e il vicinato dà una festa in suo onore.

### Settima stagione
Karen continua il suo ruolo di personaggio secondario principale. Sempre in coppia con Roy viene rivelato essere l'unica testimone del fatto che Felicia Tilman fosse in realtà viva e vegeta.

### Ottava stagione
Nell'ultima stagione Karen contrae un cancro al cervello che ne determinerà la morte nel giro di poche settimane. Durante il processo a Bree per l'omicidio di Alejandro si prende la colpa dell'omicidio salvando la situazione, dato che di li a pochi giorni le sue precarie condizioni di salute ne avrebbero determinato la morte. Muore nell'ultimo episodio della serie, a settantaquattro anni, accanto al marito Roy che le fa ascoltare un'ultima volta un 45 giri di Wonderful Wonderful di Johnny Mathis.